# إنذار الصندوق الأسود
في الولايات المتحدة، التحذير المربّع (أحيانًا «تحذير الصندوق الأسود»، بالعامية) هو نوع من التحذير الذي يظهر على ملحق العبوة الدوائية لبعض الأدوية التي تستلزم وصفة طبية، وهذا ما يسمى لأن إدارة الغذاء والدواء الأمريكية تحدد أنه تمت تهيئته باستخدام «مربع» أو حد حول النص. يمكن أن تطلب إدارة الغذاء والدواء من شركة أدوية أن تضع تحذيرًا محاصرًا على ملصق الدواء الموصوف، أو في الأدبيات التي تصفها. إنه أقوى تحذير تطلبه إدارة الغذاء والدواء الأمريكية، ويشير إلى أن الدراسات الطبية تشير إلى أن العقار يحمل مخاطر كبيرة من الآثار الضارة الخطيرة أو حتى المهددة للحياة.
درس الاقتصاديون والأطباء بدقة آثار التحذيرات المعبأة من قبل إدارة الغذاء والدواء على أنماط الوصفات الطبية. ليس بالضرورة أن الطبيب والمريض سيجريان محادثة حول التحذير المعبأ من الدواء بعد إصداره. على سبيل المثال، أدى تحذير محاصر بتكليف من إدارة الغذاء والدواء الأمريكية إلى خفض استخدام الروزيجليتازون بنسبة 70٪، ولكن هذا لا يزال يعني أن 3.8 مليون شخص قد تم إعطاؤهم الدواء. أشارت الأبحاث اللاحقة إلى أنه بعد تلقي استشارة من إدارة الغذاء والدواء، كان هناك انخفاض في استخدام الروزيجليتازون، بسبب التأثير المشترك للتعرض للوسائط والمنشورات الاستشارية والعلمية، في حين أن بيوجليتازون (مع استشارة مماثلة ولكن تعرض أقل لوسائل الإعلام) لم ينخفض بالمثل في استعمال.
في عام 2005، أصدرت إدارة الغذاء والدواء الأمريكية (FDA) تحذيرًا محاصرًا بشأن خطر وصف مضادات الذهان غير التقليدية بين المرضى المسنين المصابين بالخرف. ارتبط هذا الاستشارة بانخفاض في استخدام مضادات الذهان، خاصة في المرضى المسنين المصابين بالخرف.

## أمثلة
حظيت التحذيرات المعبأة بشأن المخدرات باهتمام إعلامي متزايد في الولايات المتحدة منذ عام 2004. من بين بعض القصص التي تم تغطيتها على نطاق واسع:
- طلبت إدارة الغذاء والدواء الأمريكية (FDA) وضع تحذيرات محاصر على جميع الأدوية المضادة للاكتئاب، محذرة من أنها قد تؤدي إلى زيادة خطر الميول الانتحارية لدى الأطفال والمراهقين والشباب الذين تتراوح أعمارهم بين 18 و 24 عامًا.
- أوصى مستشارو إدارة الغذاء والدواء الأمريكية (FDA) بأن يُطلب من شركة فايزر وضع تحذير محاصر على عقارها المضاد للالتهابات غير الستيرويدي (سيليكوكسيب) لمخاطر القلب والأوعية الدموية والجهاز الهضمي.
- اعتبارًا من 17 نوفمبر 2004، طلبت إدارة الغذاء والدواء الأمريكية (FDA) تحذيرًا محاصرًا بشأن حقن منع الحمل أسيتات ميدروكسي بروجستيرون، نظرًا لخطر فقدان كثافة العظام بشكل كبير مع الاستخدام طويل الأمد [7]
- في عام 2005، أصدرت إدارة الغذاء والدواء الأمريكية (FDA) تحذيرًا محاصرًا بشأن خطر وصف مضادات الذهان غير التقليدية بين المرضى المسنين المصابين بالخرف. ارتبط هذا الاستشارة بانخفاض في استخدام مضادات الذهان، خاصة في المرضى المسنين المصابين بالخرف.[6]
- اعتبارًا من 2006، ناتاليزوماب (تم تسويقه باسم تيسابري) تلقى تحذيرًا على عبوته بسبب زيادة خطر الإصابة باعتلال بيضاء الدماغ متعدد البؤر التقدمي (PML). تم سحب تيسابري من السوق في عام 2004، بعد وقت قصير من طرحه، بعد ربط ثلاث حالات من المرض النادر باستخدامه. لقد أثر الاعتلال على ما يقرب من 212 متلقيًا لـ ناتاليزوماب في عام 2012 (أو 2.1 من كل 1000 مريض).[8] يتم توزيع تيسابري الآن بموجب برنامج وصفة طبية خاضع للرقابة يسمى TOUCH (Tysabri Outreach: Unified Commitment to Health).[9]
- اعتبارًا من 9 أكتوبر 2006، أضافت إدارة الغذاء والدواء الأمريكية تحذيرًا محاصرًا إلى الوارفارين المضاد للتخثر بسبب خطر النزيف حتى الموت.[10]
- في فبراير 2006، صوتت اللجنة الاستشارية لسلامة الأدوية وإدارة المخاطر التابعة لإدارة الأغذية والأدوية FDA لتضمين تحذيرات محاصرة على تركيبات ميثيلفينيديت المستخدمة لعلاج اضطراب نقص الانتباه وفرط النشاط، مثل ريتالين (ميثيلفينيديت)، بسبب الآثار الجانبية المحتملة للقلب والأوعية الدموية.[11] بعد شهر، رفضت اللجنة الاستشارية لطب الأطفال التابعة للوكالة بشكل فعال التوصية بالتحذيرات المعبأة لكل من الآثار السلبية للقلب والأوعية الدموية والنفسية.[12] (محاضر ونصوص الاجتماعات ذات الصلة متوفرة على موقع إدارة الغذاء والدواء.)[13][14]
- في 14 نوفمبر 2007، أضافت إدارة الغذاء والدواء الأمريكية تحذيرًا محاصرًا إلى دواء السكري أفانديا (روزيجليتازون)، مشيرة إلى خطر الإصابة بفشل القلب أو النوبة القلبية للمرضى الذين يعانون من أمراض القلب الكامنة أو المعرضين لخطر الإصابة بنوبة قلبية.[15]
- في 8 يوليو 2008، أمرت FDA تحذيرا محاصر على بعض الأدوية التي تحتوي على المضادات الحيوية الفلوروكوينولون، والتي تم ربطها إلى وتر تمزق والتهاب الأوتار. وشملت الدراسة الأدوية الشعبية سيبرو (سيبروفلوكساسين)، يفاكين (الليفوفلوكساسين)، (موكسيفلوكساسين)، نوروكسين (النورفلوكساسين) وFloxin (أوفلوكساسين).[16]
- في 1 يوليو 2009، طلبت إدارة الغذاء والدواء من (فارينيكلين) عمل تحذير بسبب التقارير العامة عن الآثار الجانبية بما في ذلك الاكتئاب والأفكار الانتحارية والأفعال الانتحارية. اعتبارًا من 2016، تمت إزالة التحذير على أساس الأدلة المحدثة.[17]
- في 27 أكتوبر 2010، أصدرت إدارة الغذاء والدواء الأمريكية (FDA) تحذيرًا محاصرًا بشأن استخدام ميتاكام (ميلوكسيكام) المعلق الفموي في القطط في الولايات المتحدة. ميلوكسيكام دواء مضاد للالتهابات غير ستيرويدي تمت الموافقة عليه في الولايات المتحدة لحقنة واحدة بعد الجراحة في القطط.[18]
- اعتبارًا من مايو 2013 أصدرت إدارة الغذاء والدواء الأمريكية (FDA) تحذيرًا محاصرًا بشأن استخدام عوامل تحفيز هرمون الغدة الدرقية في علاج السمنة.[19] لا تشير البيانات إلى أي فوائد لاستخدام هذه العوامل لفقدان الوزن. تشير البيانات إلى زيادة خطر الإصابة بأحداث القلب والأوعية الدموية التي تهدد الحياة عند استخدام مستويات عالية من هذه العوامل في مجموعات الغدة الدرقية. تظهر مجموعات لغدة الدرقية زيادة في مخاطر السيرة الذاتية عند الجرعات السريرية. لا ينبغي استخدام عوامل قصور الغدة الدرقية مع العوامل المحاكية للودي بما في ذلك: المنشطات، وحبوب الحمية، بسبب زيادة مخاطر السيرة الذاتية.
- في يوليو 2013، أصدرت إدارة الغذاء والدواء الأمريكية (FDA) تحذيرًا محاصرًا لعقار ميفلوكين المضاد للملاريا، مشيرة إلى الآثار الجانبية العصبية والنفسية الضارة للدواء، والتأكيد على الآثار العصبية للدواء «يمكن أن تحدث في أي وقت أثناء تعاطي المخدرات، ويمكن أن تستمر لأشهر إلى سنوات بعد العلاج. المخدرات متوقفة أو يمكن أن تكون دائمة».[20]